# Epidexipteryx hui
Epidexipteryx hui es la única especie conocida del género extinto Epidexipteryx de dinosaurio terópodo maniraptor que vivió a finales del período Jurásico, hace aproximadamente 160 millones de años durante el Oxfordiense, lo que es hoy Asia.

## Descripción
En total, el esqueleto de Epidexipteryx hui mide 25 centímetros de largo, 44,5 centímetros incluyendo las plumas de la cola incompletas y los autores estimaron un peso de 164 gramos, más pequeño que la mayoría de las demás avialanas basales.

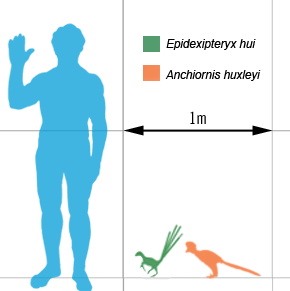
Talla de E. hui (verde) y Anchiornis (naranja) comparados con un humano.

El cráneo del Epidexipteryx es también único en un número de características, y lleva una semejanza total al cráneo de Sapeornis, ovirraptorosaurianos y, en un grado inferior, tericinosáuridos. Tenía dientes solamente en el frente de las mandíbulas, con los dientes delanteros inusualmente largos y proyectados hacia adelante, una característica vista solamente en Masiakasaurus entre otros teropódos. El resto del esqueleto posee una semejanza total a Epidendrosaurus con el cual parece estar estrechamente vinculado, incluyendo una configuración de la cadera inusual entre otros dinosaurios: el pubis era más corto que el isquion, y el isquion sí mismo hacia el extremo. La cola de Epidexipteryx también posee vértebras inusuales hacia el final que se asemeja al pigóstilo de pájaros modernos y de algunos oviraptorosáuridos.

Se conoce por un esqueleto parcial bien preservado que incluye cuatro plumas largas en la cola, compuesta por un raquis central y barbas. Sin embargo, a diferencia de las modernas timoneras, plumas de cola, las barbas no fueron ramificados en filamentos individuales sino fueron compuestos de una sola hoja con forma de cinta. Del "Epidexipteryx" también se conservó una cubierta de plumas más simples en el cuerpo, integrada por lengüetas paralelas como la de los dinosaurios emplumados más primitivos. Sin embargo, las plumas del cuerpo del Epidexipteryx eran únicas en que algunas parecen presentarse de una "estructura membranosa". Epidexipteryx representa el ejemplo más antiguo conocido de plumas ornamentales en el registro fósil.

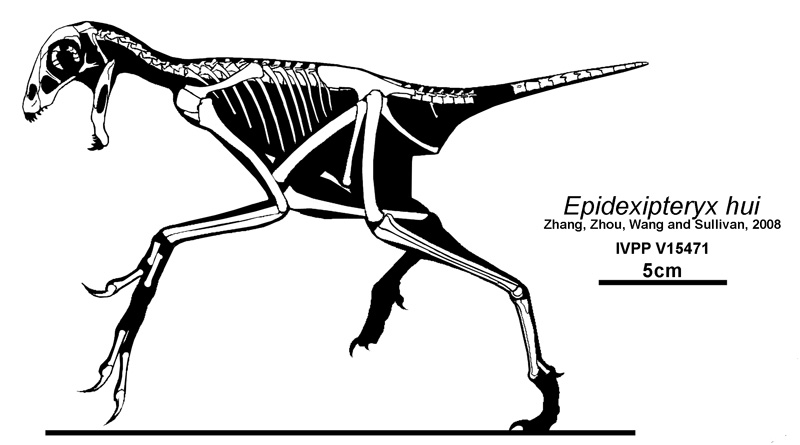
Diagrama mostrando los elementos conocidos del holotipo

A pesar de su relación estrecha con las aves, Epidexipteryx parece haber carecido de remeras o rémiges en las plumas del ala, y no podrían volar probablemente. Zhang et al. sugiere que a menos que 'Epidexipteryx se hubiera desarrollado de antepasados voladores y posteriormente perdido sus alas, las plumas avanzadas de la exhibición en la cola pudieron haber precedido al vuelo o al deslizamiento.

## Descubrimiento e investigación

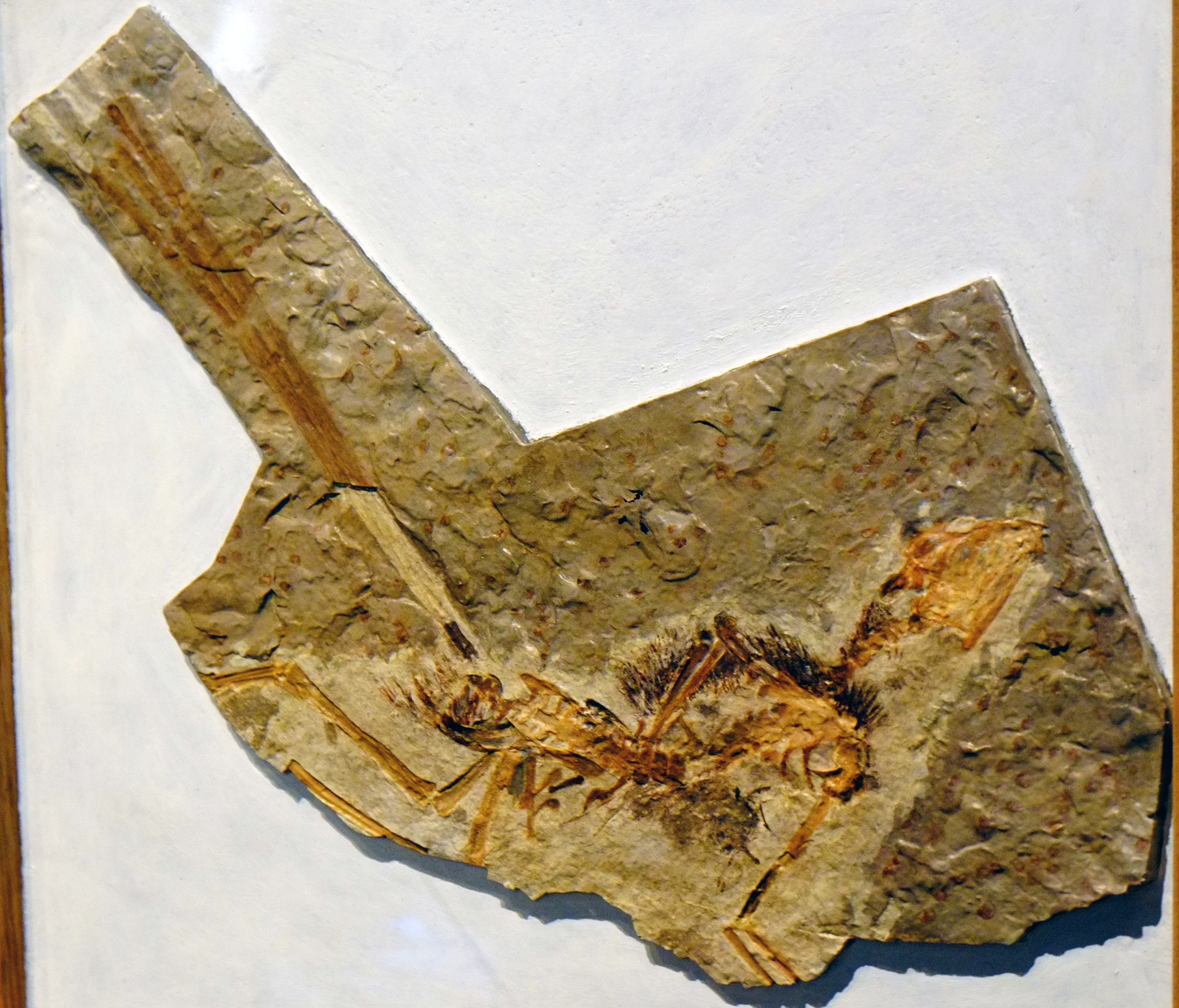
Replica del holotipo en Japón

El fósil fue hallado en el Lecho Daohugou de  Mongolia Interior que fatal de hacer aproximadamente entre 168 a 160 millones  de años. Se encuentra depositado en la colección del Instituto de Paleontología de Vertebrados y Paleoantropología de Pekín, catalogado con el número IVPP V 15471. A fines de septiembre de 2008, se dio a conocer un manuscrito preliminar, en él se incluye el nombre "Epidexipteryx". Debido a un error en la pre-publicación, el manuscrito donde se describió inicialmente apareció en el portal Web sin su revisión por pares. 
Al poco fue correctamente descrito oficialmente en la revista Nature en la edición del 23 de octubre de 2008 de la revista Nature.
El nombre específico, Epidexipteryx hui, que significa "pluma de exhibición de Hu", y su nombre chino Hushi Yaolong, "dragón de Hu Yaoming", se acuñaron en memoria del paleomamólogo Hu Yaoming.

## Clasificación
La posición filogenética exacta de Epidexipteryx dentro de Paraves es incierta. El análisis filogenético realizado por los autores de su descripción lo recuperó como miembro de la familia Scansoriopterygidae y como miembro basal del clado Avialae. Esto fue confirmado por el análisis posterior realizado por Hu et al. en 2009. Un análisis posterior realizado por Agnolín y Novas en 2011 confirmó que se trataba de un Scansoriopterygidae, pero recuperó una posición filogenética diferente de esta familia. Scansoriopterygidae se recuperó en politomía con la familia Alvarezsauridae y el clado Eumaniraptora que contiene los clades Avialae y Deinonychosauria. Turner, Makovicky y Norell en 2012 incluyeron el Epidexipteryx pero no al complejo Scansoriopteryx/Epidendrosaurus en su análisis filogenético primario, ya que se conoce un espécimen adulto del taxón anterior. En cuanto a Scansoriopteryx/Epidendrosaurus, a los autores les preocupaba que incluirlo en el análisis primario fuera problemático, ya que solo se conoce a partir de especímenes juveniles, que "no conservan necesariamente toda la morfología adulta necesaria para colocar con precisión un taxón filogenéticamente" según lo dicho en  Turner, Makovicky y Norell 2012, p. 89. Epidexipteryx fue recuperado como paraviano basal que no pertenecía a Eumaniraptora. Los autores notaron que su posición filogenética es inestable, la restricción de Epidexipteryx hui como avialano basal requirió dos pasos adicionales en comparación con la solución más parsimoniosa, mientras que la restricción como miembro basal de Oviraptorosauria requirió solo un paso adicional.
Un análisis exploratorio separado que  incluyó Scansoriopteryx/Epidendrosaurus, que se recuperó como miembro basal de Avialae. Los autores notaron que no estaba relacionado con Epidexipteryx, que permanecía fuera de Eumaniraptora. La restricción de la monofilia de Scansoriopterygidae requirió cuatro pasos adicionales y movió Epidexipteryx a Avialae. Un Scansoriopterygidae monofilético fue recuperado por Godefroit et al. en  2013. Los autores encontraron que los Scansoriopterygidae son miembros más basales de Paraves y el grupo hermano del clado que contiene Avialae y Deinonychosauria. Agnolín y Novas en 2013 también recuperaron un  Scansoriopterygidae monofilética, pero encontraron que eran maniraptoranos no paravianos y el grupo hermano de Oviraptorosauria.

### Filogenia
Versión abreviada de Zhang et al. cladograma 2008 se presenta a continuación.

|  | Troodontidae    |
|  |                 |
|  | Dromaeosauridae |
|  |                 |

| Scansoriopterygidae | \| \| Scansoriopteryx (=Epidendrosaurus) \| \| \| \| \| \| Epidexipteryx \| \| \| \| |
|                     | \| \| Scansoriopteryx (=Epidendrosaurus) \| \| \| \| \| \| Epidexipteryx \| \| \| \| |
|                     | Aves                                                                                 |
|                     |                                                                                      |
|                     | Scansoriopteryx (=Epidendrosaurus)                                                   |
|                     |                                                                                      |
|                     | Epidexipteryx                                                                        |
|                     |                                                                                      |

|  | Scansoriopteryx (=Epidendrosaurus) |
|  |                                    |
|  | Epidexipteryx                      |
|  |                                    |

|  | Troodontidae    |
|  |                 |
|  | Dromaeosauridae |
|  |                 |

| Scansoriopterygidae | \| \| Scansoriopteryx (=Epidendrosaurus) \| \| \| \| \| \| Epidexipteryx \| \| \| \| |
|                     | \| \| Scansoriopteryx (=Epidendrosaurus) \| \| \| \| \| \| Epidexipteryx \| \| \| \| |
|                     | Aves                                                                                 |
|                     |                                                                                      |
|                     | Scansoriopteryx (=Epidendrosaurus)                                                   |
|                     |                                                                                      |
|                     | Epidexipteryx                                                                        |
|                     |                                                                                      |

|  | Scansoriopteryx (=Epidendrosaurus) |
|  |                                    |
|  | Epidexipteryx                      |
|  |                                    |

|  | Troodontidae    |
|  |                 |
|  | Dromaeosauridae |
|  |                 |

| Scansoriopterygidae | \| \| Scansoriopteryx (=Epidendrosaurus) \| \| \| \| \| \| Epidexipteryx \| \| \| \| |
|                     | \| \| Scansoriopteryx (=Epidendrosaurus) \| \| \| \| \| \| Epidexipteryx \| \| \| \| |
|                     | Aves                                                                                 |
|                     |                                                                                      |
|                     | Scansoriopteryx (=Epidendrosaurus)                                                   |
|                     |                                                                                      |
|                     | Epidexipteryx                                                                        |
|                     |                                                                                      |

|  | Scansoriopteryx (=Epidendrosaurus) |
|  |                                    |
|  | Epidexipteryx                      |
|  |                                    |

|  | Troodontidae    |
|  |                 |
|  | Dromaeosauridae |
|  |                 |

| Scansoriopterygidae | \| \| Scansoriopteryx (=Epidendrosaurus) \| \| \| \| \| \| Epidexipteryx \| \| \| \| |
|                     | \| \| Scansoriopteryx (=Epidendrosaurus) \| \| \| \| \| \| Epidexipteryx \| \| \| \| |
|                     | Aves                                                                                 |
|                     |                                                                                      |
|                     | Scansoriopteryx (=Epidendrosaurus)                                                   |
|                     |                                                                                      |
|                     | Epidexipteryx                                                                        |
|                     |                                                                                      |

|  | Scansoriopteryx (=Epidendrosaurus) |
|  |                                    |
|  | Epidexipteryx                      |
|  |                                    |

|  | Troodontidae    |
|  |                 |
|  | Dromaeosauridae |
|  |                 |

| Scansoriopterygidae | \| \| Scansoriopteryx (=Epidendrosaurus) \| \| \| \| \| \| Epidexipteryx \| \| \| \| |
|                     | \| \| Scansoriopteryx (=Epidendrosaurus) \| \| \| \| \| \| Epidexipteryx \| \| \| \| |
|                     | Aves                                                                                 |
|                     |                                                                                      |
|                     | Scansoriopteryx (=Epidendrosaurus)                                                   |
|                     |                                                                                      |
|                     | Epidexipteryx                                                                        |
|                     |                                                                                      |

|  | Scansoriopteryx (=Epidendrosaurus) |
|  |                                    |
|  | Epidexipteryx                      |
|  |                                    |

|  | Troodontidae    |
|  |                 |
|  | Dromaeosauridae |
|  |                 |

| Scansoriopterygidae | \| \| Scansoriopteryx (=Epidendrosaurus) \| \| \| \| \| \| Epidexipteryx \| \| \| \| |
|                     | \| \| Scansoriopteryx (=Epidendrosaurus) \| \| \| \| \| \| Epidexipteryx \| \| \| \| |
|                     | Aves                                                                                 |
|                     |                                                                                      |
|                     | Scansoriopteryx (=Epidendrosaurus)                                                   |
|                     |                                                                                      |
|                     | Epidexipteryx                                                                        |
|                     |                                                                                      |

|  | Scansoriopteryx (=Epidendrosaurus) |
|  |                                    |
|  | Epidexipteryx                      |
|  |                                    |

|  | Troodontidae    |
|  |                 |
|  | Dromaeosauridae |
|  |                 |

| Scansoriopterygidae | \| \| Scansoriopteryx (=Epidendrosaurus) \| \| \| \| \| \| Epidexipteryx \| \| \| \| |
|                     | \| \| Scansoriopteryx (=Epidendrosaurus) \| \| \| \| \| \| Epidexipteryx \| \| \| \| |
|                     | Aves                                                                                 |
|                     |                                                                                      |
|                     | Scansoriopteryx (=Epidendrosaurus)                                                   |
|                     |                                                                                      |
|                     | Epidexipteryx                                                                        |
|                     |                                                                                      |

|  | Scansoriopteryx (=Epidendrosaurus) |
|  |                                    |
|  | Epidexipteryx                      |
|  |                                    |

|  | Troodontidae    |
|  |                 |
|  | Dromaeosauridae |
|  |                 |

| Scansoriopterygidae | \| \| Scansoriopteryx (=Epidendrosaurus) \| \| \| \| \| \| Epidexipteryx \| \| \| \| |
|                     | \| \| Scansoriopteryx (=Epidendrosaurus) \| \| \| \| \| \| Epidexipteryx \| \| \| \| |
|                     | Aves                                                                                 |
|                     |                                                                                      |
|                     | Scansoriopteryx (=Epidendrosaurus)                                                   |
|                     |                                                                                      |
|                     | Epidexipteryx                                                                        |
|                     |                                                                                      |

|  | Scansoriopteryx (=Epidendrosaurus) |
|  |                                    |
|  | Epidexipteryx                      |
|  |                                    |